# Maximilian Werda
Maximilian Werda (* 5. Oktober 1991 in Berlin) ist ein ehemaliger deutscher Radrennfahrer.

## Karriere
Maximilian Werda wurde 2011 Dritter einer Etappe der Tour de Berlin. Anschließend fuhr 2012 für das Thüringer Energie Team. 2013 ging er zum Team Stölting. Dort wurde er im gleichen Jahr Vizemeister im Straßenrennen der U23 der Deutschen Meisterschaft und wurde zudem Dritter bei Rund um den Finanzplatz Eschborn-Frankfurt ebenfalls der U23-Klasse.
2014 siegte Werda in der Gesamtwertung beim polnischen Etappenrennen Tour of Małopolska und gewann zwei Etappen dazu. Hinzu kam noch Etappenrang sechs auf der achten Etappe bei der Portugal-Rundfahrt. Bei der Istrian Spring Trophy im Jahr 2014 wurde Fünfter in der Gesamtwertung.
Nachdem er den Sprung zu einem UCI WorldTeam verpasst hatte, fuhr Werda noch eine Saison und beendete Ende 2015 seine Laufbahn. Bereits 2015 arbeitete er neben dem Sport bei einem Holzgroßhandel als Kaufmann im Groß- und Außenhandel. 2016 begann er seine berufliche Karriere bei POC, dem ehemaligen Ausrüster des Team Stölting.

## Erfolge
2013
- Deutsche Meisterschaft – Straßenrennen (U23)

2014
- Gesamtwertung und zwei Etappen Tour of Małopolska
- zwei Etappen Oder-Rundfahrt

## Teams
- 2012 Thüringer Energie Team
- 2013 Team Stölting
- 2014 Team Stölting
- 2015 Team Stölting